# Buste du pharaon Thoutmôsis III
Le buste du pharaon Thoutmôsis III est une sculpture égyptienne conservée au Kunsthistorisches Museum de Vienne. Il représente le pharaon égyptien Thoutmôsis III de la XVIIIe dynastie du Nouvel Empire. L'attribution est basée sur la similitude des traits du visage avec des images vérifiées de ce roi. Il y a aussi des hiéroglyphes avec le début du nom du roi sur le reste du pilier arrière, mais ceux-ci ne sont pas suffisants pour une identification claire.

## Histoire
Thoutmôsis III était l'un des souverains les plus importants d'Égypte. Au début, il a été repoussé comme dirigeant par sa belle-mère et sa tante la reine Hatchepsout, mais après la mort de cette dernière, et grâce à ses compétences militaires, il a conduit l'Égypte vers un empire mondial dont l'influence s'étendait du Soudan à l'Euphrate.

## Description

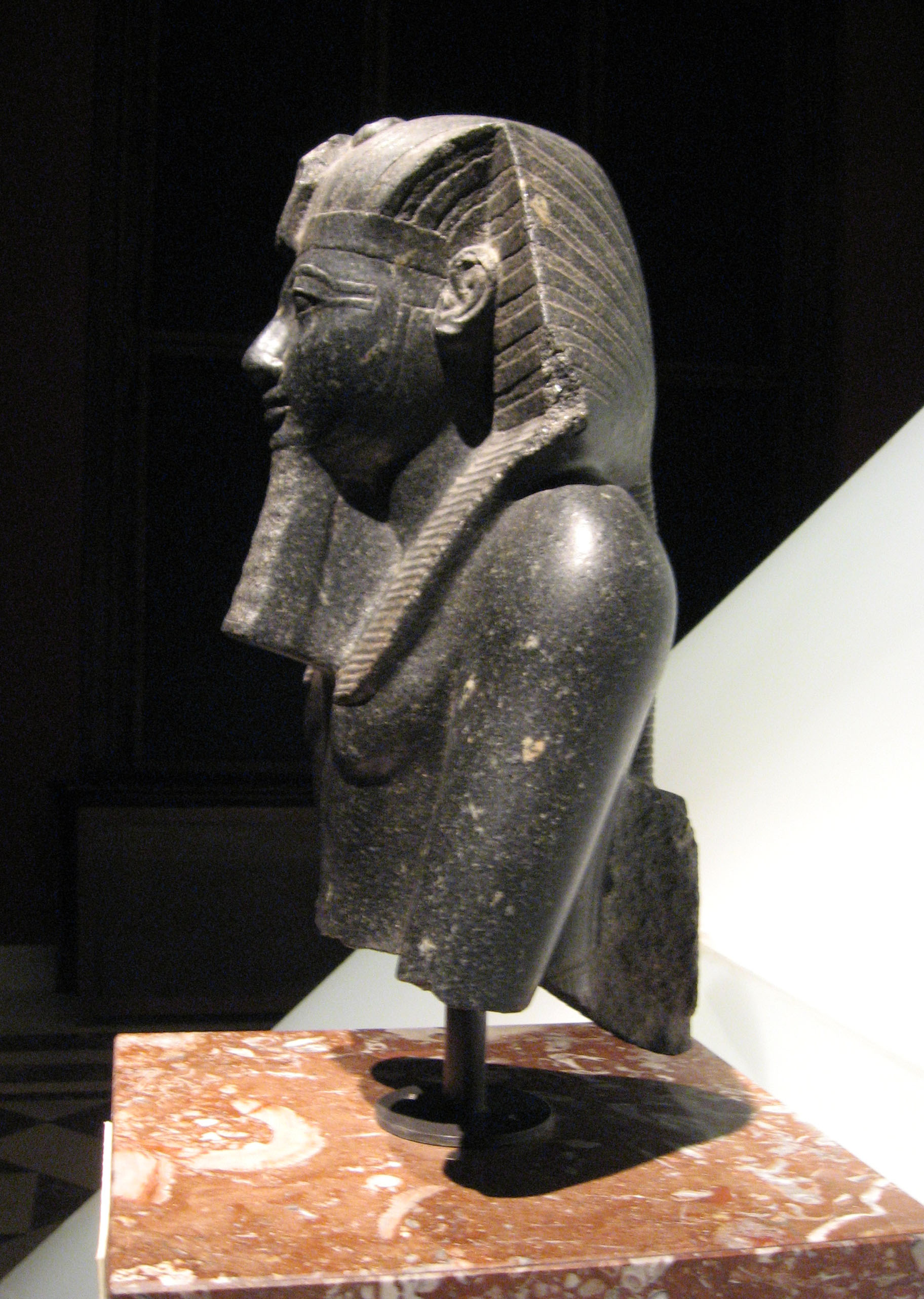
Vue de côté

Étant donné que seul le haut de la statue a survécu, il n'est pas possible de déterminer avec certitude la posture de la statue originale. Les bras supérieurs légèrement inclinés vers l'avant et le début d'une légère flexion du bras gauche peuvent indiquer que la statue s'agenouillait à l'origine et offrait un récipient sphérique en sacrifice dans chaque main. Sous le haut du corps nu, le roi portait sans aucun doute le court tablier de cérémonie des pharaons. Les insignes royaux comprenaient également la coiffe Némès, le serpent Uraeus dressé sur le front et la barbe artificielle.
Ainsi, la sculpture du début du Nouvel Empire ne suit pas le dessin expressif et réaliste du Moyen Empire, comme la tête d'un sphinx de Sésostris III (XIIe dynastie) mais par leurs prédécesseurs, de nature plus contraignante : « la sculpture royale en particulier se caractérise par l'expression d'un calme intérieur, d'une sérénité presque sereine, propre à la dignité d'un souverain qui incarne Dieu sur terre ».